# Mohenjo-Daro

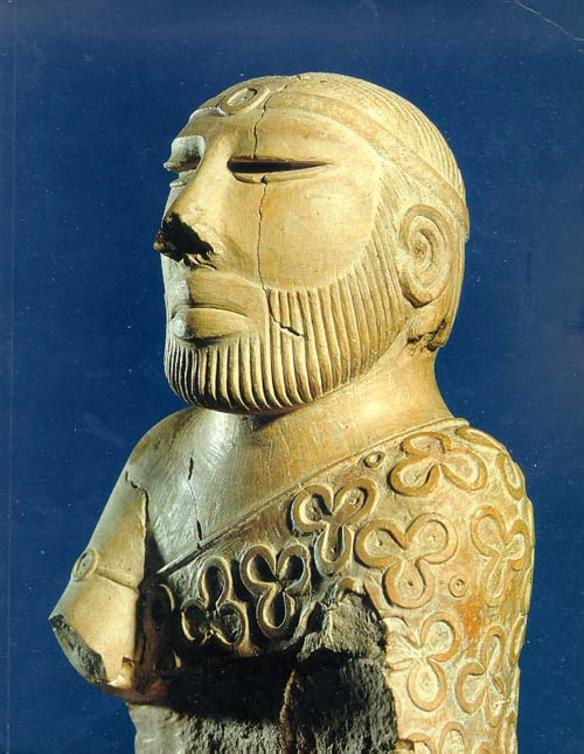
Efigie de piedra de un rey sacerdote, encontrada en Mohenjo-Daro (fotografía de Mamoon Mengal).

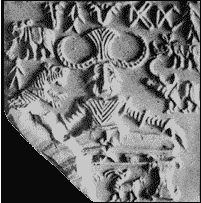
Fotografía del libro Mohenjo Daro and the Indus Civilization (del arqueólogo británico sir John Marshall; Londres, 1931) que muestra la impresión sello de esteatita del 1500 a. C. Se puede ver la imagen de una persona sentada sobre una mesa baja. Marshall creyó que podría ser el dios indio Shivá sentado en meditación, por lo que afirmó que el yoga había sido creado en el II milenio a. C.

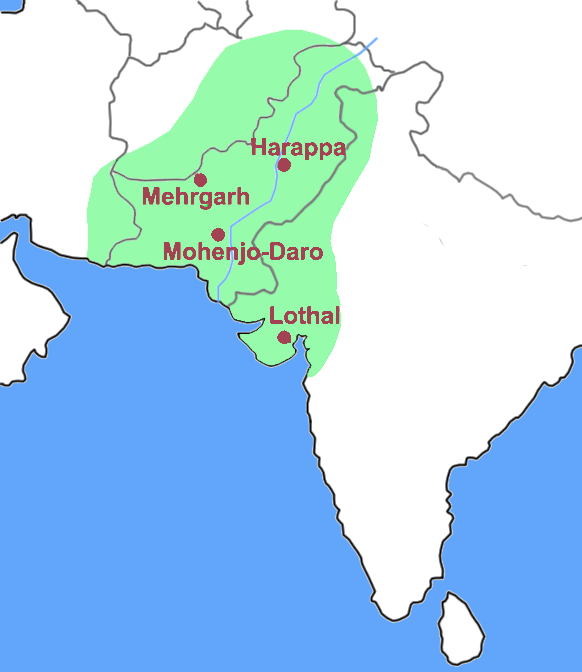
Mapa de la zona ocupada por la cultura del valle del Indo, mostrando la ubicación de Mohenjo-Daro.

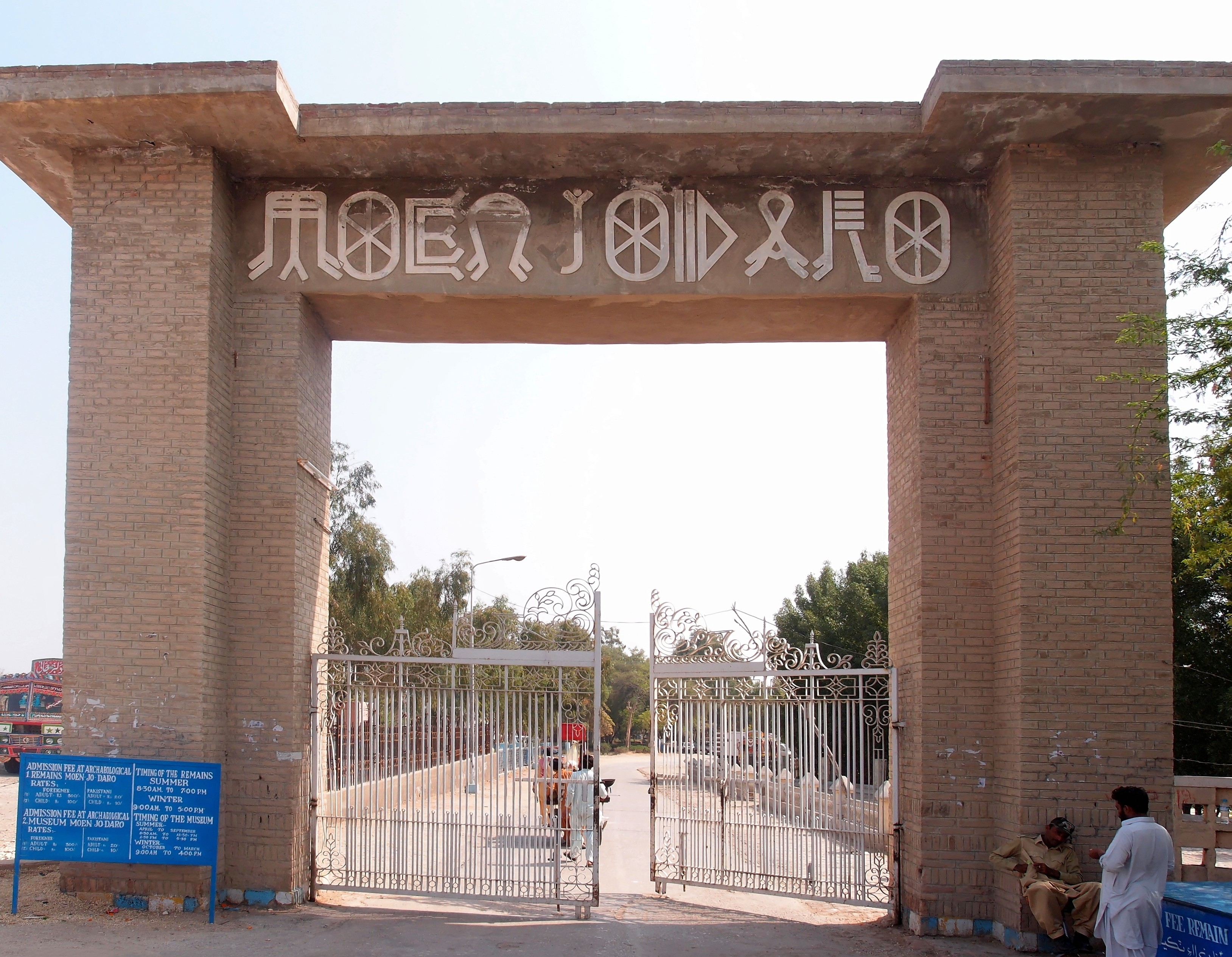
Puerta de entrada al complejo Mohenjo-Daro.

Mohenjo-Daro (sindhi: موئن جو دڙو, AFI: [moˑin ʥoˑ d̪əɽoˑ]) fue una ciudad de la antigua cultura del valle del Indo. Sus ruinas se encuentran en territorio del actual Pakistán. Se desconoce su nombre antiguo. El actual nombre Mohenjo-Daro significa literalmente «montículo de la muerte». Fue habitada durante el tercer milenio antes de nuestra era (entre el 2600 a. C. y el 1800 a. C.) a orillas del río Indo.
Fue el asentamiento urbano más grande de la civilización del Valle del Indo, y una de las principales ciudades del mundo, coexistente con las civilizaciones de Mesopotamia, el Antiguo Egipto y Creta. Probablemente un cambio en el curso del río provocó el abandono de la ciudad.

## Descubrimiento
En 1920, el arqueólogo británico John Marshall descubrió las ruinas urbanas y describió por primera vez la cultura del valle del Indo. Sus estudios fueron completados por otros investigadores como Wheeler, Marshall Mackay y Sahni, además de arqueólogos indios y pakistaníes a partir de 1960. Las ruinas de Mohenjo-Daro están algo mejor preservadas que las de Harappa, la otra gran ciudad de la cultura del valle del Indo, por lo cual constituyen una mejor fuente de información acerca de esta cultura. En 1980, la Unesco declaró las ruinas de Mohenjo-Daro Patrimonio de la Humanidad.

## Contexto histórico
Mohenjo-Daro se construyó en el siglo XXVI a. C. Fue una de las mayores ciudades de la antigua civilización del Valle del Indo, también conocida como civilización de Harappa, que se desarrolló hacia el 3.000 a. C. a partir de la cultura prehistórica del Indo. 
En su apogeo, la civilización del Indo abarcó gran parte de lo que hoy es Pakistán y el norte de la India, extendiéndose hacia el oeste hasta la frontera con Irán, hacia el sur hasta Guyarat en la India y hacia el norte hasta un puesto avanzado en Bactria, con importantes centros urbanos en Harappa, Mohenjo-daro, Lothal, Kalibangan, Dholavira y Rakhigarhi. 
Mohenjo-daro era la ciudad más avanzada de su época, con una ingeniería civil y una planificación urbana extraordinariamente sofisticadas. Cuando la civilización del Indo entró en un declive repentino alrededor de 1900 a. C., Mohenjo-daro fue abandonada.

## Significación histórica

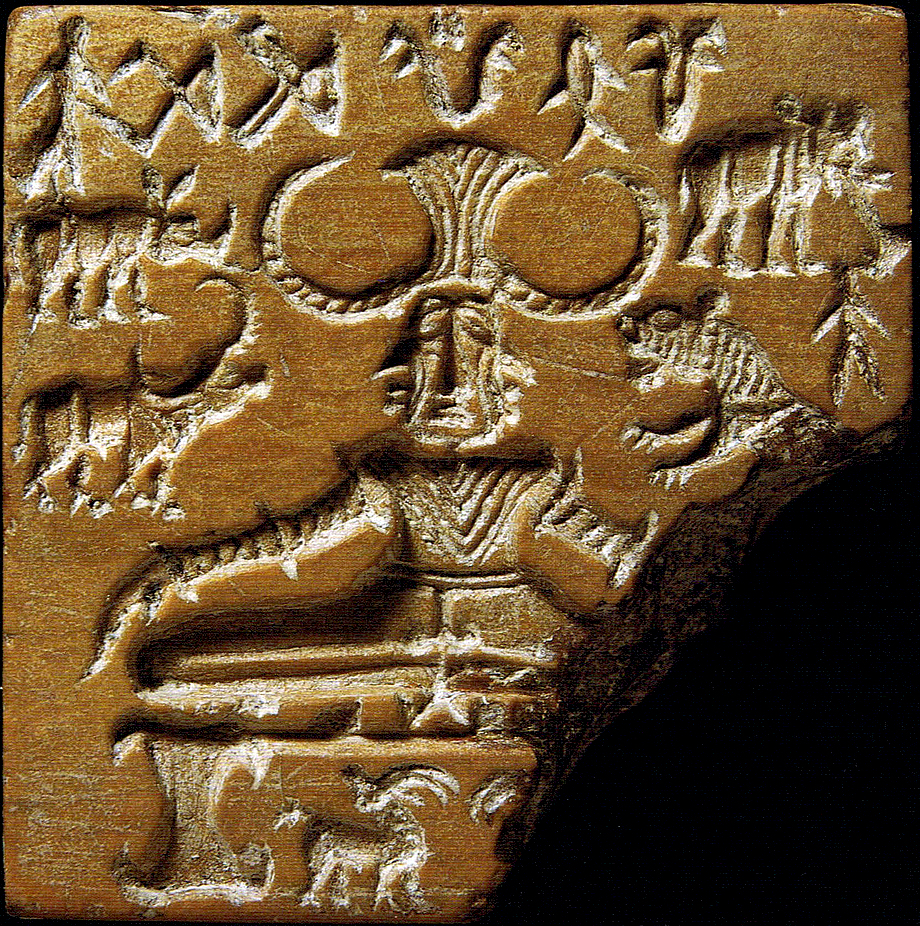
Instrumento para sellar. "Señor de los animales" son visibles: rinoceronte, elefante, tigre, cebú.

Mohenjo-Daro fue muy probablemente una de las mayores ciudades de la antigua cultura del valle del Indo, también conocida como cultura Harappa, por la ciudad de Harappa, ubicada a 570 km al noreste de Mohenjo-Daro en el Punyab (Pakistán).
La cultura prehistórica del Indo dio origen a la civilización del valle del Indo alrededor del 3000 a. C.
La civilización se extendió por Pakistán y la India del Norte, pero de repente empezó a declinar alrededor del 1900 a. C.
Los asentamientos de la civilización del Indo se extendían por el oeste hasta la frontera con Irán, con un puesto avanzado en Bactria, y por el sur hasta la costa del Mar Arábigo en la India Occidental, en Guyarat. Entre los principales asentamientos urbanos se encuentran Harappa, Mohenjo-Daro y Lothal.
En su apogeo, Mohenjo-Daro fue la ciudad más desarrollada y avanzada del sur de Asia, mostrando una ingeniería (con pozos, avanzados sistemas de desagüe y baños en las casas) y planificación urbana muy sofisticados para su época.
Algunos estudiosos opinan que los sumerios, establecidos en Mesopotamia ―que inventaron la rueda en el 3500 a. C. y la escritura en el 3300 a. C.―, no tendrían un origen completamente autóctono, sino que tendrían influencias de la cultura harappa, representada por enclaves como Mohenjo-Daro (que alcanzó su apogeo entre el 2600 a. C. y el 1800 a. C.). Los escasos registros genéticos de los sumerios («cabezas negras») obtenidos hasta la fecha apuntan también en ese sentido, una proveniencia nor-india.
La presencia de cementerios urbanos atestigua el incremento tanto de la riqueza como de la población.

## Sitio arqueológico
Se estima que en su momento de mayor ocupación, Mohenjo-Daro contaba con 35 000 habitantes. La ciudad se encontraba cercada por murallas defensivas de ladrillo cocido. Abarcaba una milla cuadrada de extensión, y comprendía dos zonas: la ciudadela, sobre un montículo, en donde se encontraba el centro administrativo y quizás religioso; y la "ciudad baja", donde se agrupaban los barrios de artesanos, zonas residenciales, graneros y almacenes. Esta organización parece que es el resultado de una planificación urbana.

### La ciudadela
La ciudadela está elevada sobre un montículo artificial. Este monte fue estudiado por Marshall, quien llegó a la conclusión de que hubo habitantes sobre el período Harappa inicial que construyeron el muro que encontramos bajo estas estructuras. Después, el muro se rellenó de tierra y trozos de ladrillo y sirvió de base para la construcción de las diferentes estructuras que encontramos en ella. La entrada a este monte está curiosamente en la parte trasera u oeste y contiene unas escaleras de unos siete metros de ancho. Después hay una pequeña puerta en la esquina sudoeste. Como estructuras significativas en la ciudadela hay tres edificios: el Gran Baño, el Granero y la Casa de los Sacerdotes.
- Los Grandes Baños son un tanque rectangular que mide unos 12 metros de largo por 7 m de ancho y 2,4 m de profundidad. Alrededor del tanque se encuentra una serie de columnas que se abren desde el sur, por lo tanto se puede situar la entrada en el sur del edificio. Además del tanque y la columnata, hay un carril que parece ser público que rodea la estructura. Así, pues, la estructura del edificio se divide en tres zonas concéntricas que sirven para rodear el tanque.

Según Marshall, el agua provendría de un pozo que tiene una estructura concéntrica, dentro de una pequeña habitación lateral y saldría por un desagüe que está en la esquina sudoeste del baño. El agua pasaría por una galería bien elaborada, cubierta con un arco y con un tamaño suficiente para que un hombre pudiese caminar por ella. Posiblemente el tamaño de la galería fuese así para permitir la limpieza de esta y, en ocasiones, sería una buena vía de escape secreta; esto último, es solo una hipótesis.
- Al oeste del gran baño está el granero (según Wheeler). Es una gran construcción hecha en su mayor parte de madera y con un fuerte y grueso techado plano. Se aprecia que fue arreglado varias veces. Su construcción no es muy elaborada y su peso indica que necesitaba bastantes soportes.

Originalmente medía 50 metros por 27 y tenía 1350 metros cuadrados. Consiste en una plataforma hecha a base de ladrillos puestos unos sobre otros hasta llegar a la altura de 6 metros y en la parte superior encontramos unos canales de ventilación. Esto era simplemente la base de la construcción, después, se hacía el edificio de madera. Al norte encontramos una plataforma de carga.
- La casa de los sacerdotes, actualmente, es un conjunto de muros difícil de entender. Algunas hipótesis hablan de la residencia de un posible alto sacerdote o bien de una institución religiosa. Mide aproximadamente 70 metros de largo por 24 m de ancho y ha ido sufriendo diversos cambios en su estructura interior. Al norte y al sur de la estructura se encuentran grandes habitaciones y hacia el centro son más pequeñas. Parece tener una puerta en el muro oeste y hay una sección que se asemeja a la construcción del muro norte del gran baño, con ventanas interiores.

### La ciudad baja
Mohenjo-Daro se distingue por haber sido una ciudad en la que no existían grandes desigualdades sociales. En la ciudad baja, las casas más grandes, que eran una minoría, podían contar con más de 200 metros cuadrados y veinte habitaciones, dispuestas alrededor de uno o más patios abiertos con escaleras que conducían a un piso superior o techo plano. La mayor parte de la población moraba en viviendas de entre 50 y 100 metros cuadrados y una sola habitación (de entre 5 × 10 m y 5 × 20 m); estas viviendas constituían la mitad del total. La otra mitad, exceptuando las pocas casas de gran superficie que se han mencionado, estaba formada por casas de entre 100 y 150 metros cuadrados (de entre 5 × 20 m y 5 × 30 m). El principal material de construcción era el adobe (ladrillo de tierra sin cocer). Muchas calles y pasajes tenían alcantarillado conformado con ladrillos y con aberturas para inspecciones periódicas. Las casas individuales tenían baños y retretes con agua corriente. Estos últimos se vaciaban en un receptáculo o, a través de un tubo de bajada hecho de arcilla, al alcantarillado público. Todo un sorprendente sistema de saneamiento en una cultura que floreció hace 4500 años.
Algunas de las construcciones más destacables de la ciudad baja se encuentran en la calle principal. Esta vía mide unos 9,5 metros de ancho, atraviesa la ciudad de norte a sur y está provista de alcantarillado; además estaba pavimentada con una argamasa de trozos de ladrillo y mortero, lo que no era muy común en las demás calles. Esta pavimentación hizo pensar a los arqueólogos que transitaban carros por esta calle y por eso se necesitó pavimentarla, sobre todo cuando el tiempo era lluvioso; no obstante no se han encontrado marcas de ruedas.
También es interesante la casa VIII del bloque 10 dentro del área HR. Esta casa está situada en la parte norte de la excavación y consiste básicamente en un patio central con una distribución de diferentes habitaciones alrededor. Toda ella mide 29,5 metros, sus muros tienen un espesor de aproximadamente 1,5 metros y tiene dos puertas exteriores, una delante y otra detrás, pero ninguna ventana, algo que es típico de la cultura de Harappa.
En la ciudad baja también encontramos talleres de alfareros, tintoreros, herreros, artesanos de conchas y de cuentas (abalorios). Algunos de estos artículos artesanales se fabricaban con materiales importados, mientras que otros pueden haberse destinado exclusivamente para la exportación. Por lo anterior se sabe que sus actividades incluían la agricultura, la manufactura y el comercio.
Según el escritor estadounidense Will Durant, las monedas que se han encontrado en Mohenjo-Daro datan del año 2900 a. C.:

En Mohenjo-Daro, en la India [sic, por "en Pakistán"], se han hallado monedas del año 2900 a. C., más antiguas que las monedas lidias de Creso (570-546 a. C.). [...] Senaquerib (hacia el 700 a. C.) acuñó monedas de medio siclo.
Will Durant

### Abastecimiento de agua y pozos
El emplazamiento de Mohenjo-daro fue construido en un periodo de tiempo relativamente corto, siendo el sistema de abastecimiento de agua y los pozos algunas de las primeras construcciones planificadas. Con las excavaciones realizadas hasta ahora, en Mohenjo-daro hay más de 700 pozos, junto con sistemas de drenaje y baños. Este número es inaudito si se compara con otras civilizaciones de la época, como Egipto o Mesopotamia, y la cantidad de pozos se transcribe como un pozo por cada tres casas. Debido al gran número de pozos, se cree que los habitantes dependían únicamente de las precipitaciones anuales, así como de que el curso del río Indo permaneciera cerca del lugar, junto a los pozos que proporcionaban agua durante largos períodos de tiempo en caso de que la ciudad quedara sitiada.
Debido al período en el que se construyeron y utilizaron estos pozos, es probable que el diseño de pozo circular de ladrillo utilizado en este y muchos otros yacimientos Harappan sea una invención que debe atribuirse a la civilización del Indo, ya que no existen pruebas de este diseño en Mesopotamia o Egipto en esta época, e incluso más tarde. El alcantarillado y las aguas residuales de los edificios del yacimiento se eliminaban a través de un sistema de drenaje centralizado que discurría junto a las calles del yacimiento. Estos desagües que discurrían a lo largo de la carretera eran eficaces para permitir la eliminación de la mayoría de los desechos humanos y las aguas residuales, ya que los desagües muy probablemente llevaban los residuos hacia el río Indo.

### Inundaciones y reconstrucción
La ciudad también contaba con grandes plataformas destinadas quizás a la defensa contra las inundaciones. Según una teoría avanzada por primera vez por Wheeler, la ciudad podría haber sido inundada y encenagada, tal vez seis veces, y posteriormente reconstruida en el mismo lugar. Para algunos arqueólogos, se creía que una última inundación que ayudó a engullir la ciudad en un mar de lodo provocó el abandono del lugar. Gregory Possehl fue el primero en teorizar que las inundaciones fueron causadas por el uso excesivo y la expansión de la tierra, y que la inundación de lodo no fue la razón por la que el sitio fue abandonado. En lugar de una inundación de lodo que arrasó parte de la ciudad de un solo golpe, Possehl acuñó la posibilidad de constantes mini-inundaciones durante todo el año, junto con el desgaste de la tierra por los cultivos, pastos, y los recursos para ladrillos y alfarería significó la caída del sitio.

## Récord de temperatura
El 26 de mayo de 2010 se registró en Mohenjo-Daro un récord de temperatura de 53,5 grados Celsius (128,3 °F).